# Kosjerić (gemeente)
Kosjerić (Servisch: Косјерић) is een gemeente in het Servische district Zlatibor.
Kosjerić telt 14.001 inwoners (2002). De oppervlakte bedraagt 358 km², de bevolkingsdichtheid is 39,1 inwoners per km².

## Plaatsen in de gemeente
| - Bjeloperica - Brajkovići - Varda - Galovići - Godečevo - Godljevo - Gornja Pološnica - Donja Pološnica - Drenovci - Dubnica - Kosjerić - Kosjerić (selo) - Makovište - Mionica | - Mrčići - Mušići - Paramun - Radanovci - Rosići - Ruda Bukva - Seča Reka - Skakavci - Stojići - Subjel - Tubići - Cikote - Ševrljuge |